# Jovian

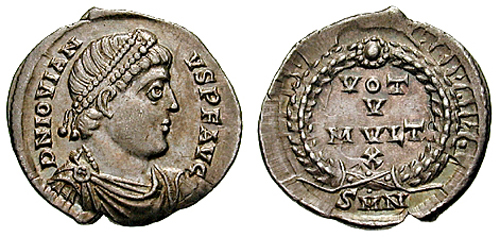
Siliqua des Jovian, um 363

Flavius Iovianus (altgriechisch Ἰοβιανός; * 331 in Singidunum; † 17. Februar 364 in Dadastana, heutige Türkei), kurz Jovian (auch Iovian), war Nachfolger Julians als Kaiser des Römischen Reiches. Er regierte nur einen Winter lang, von 363 bis 364. Jovian, der Christ war, brach mit der christenfeindlichen Politik seines Vorgängers und beendete im Frieden von 363 auch dessen Offensive gegen das persische Sassanidenreich.

## Leben

### Aufstieg zum Kaiser
Geboren 331 in Singidunum, dem heutigen Belgrad, wurde Jovian im christlichen Glauben erzogen. Sein Vater Varronianus fungierte als comes domesticorum, war also der Kommandant der kaiserlichen Leibwache (der protectores domestici). Schon früh schlug auch Jovian eine militärische Laufbahn ein und diente später ebenfalls in diesem Korps. Unter den Kaisern Constantius II. und Julian erklomm er die Karriereleiter. Im Jahr 363, unter Julian, wurde er sogar Kommandant der domestici, obwohl Julian Heiden innerhalb der Armee bevorzugte.
Auf einem insgesamt schlecht geplanten Feldzug kam Julian am 26. Juni 363 während einer Schlacht gegen die Streitmacht der Sassaniden ums Leben. Noch am selben Tag einigte sich ein Kollegium aus den Heermeistern Nevitta, Arinthaeus, Victor und Dagalaifus darauf, Jovian zum neuen Kaiser auszurufen, nachdem der amtierende Prätorianerpräfekt Saturninius Secundus Salutius aus Altersgründen abgelehnt hatte. Für Jovian sprach der gute Ruf seines Vaters; er selbst war offenbar eine angesehene Persönlichkeit, denn er hatte den Leichnam des Kaisers Constantius II. nach Konstantinopel überführt. Theodoret berichtet (wohl übertrieben) in seiner Kirchengeschichte (4,1), dass Jovian ein ausgezeichneter, angesehener und in mehrfacher Hinsicht hervorragender Mann von sehr hoher körperlicher Gestalt und hochherziger Gesinnung gewesen sei, der sich militärisch hervorgetan habe. Ammianus Marcellinus, der Jovian erlebt hatte, äußerte sich hingegen deutlich zurückhaltender.

### Regierungszeit

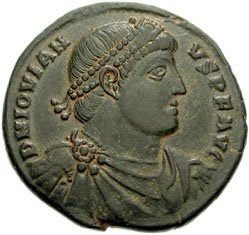
Jovian

Die Perser nutzten die Situation geschickt aus. Der persische König Schapur II. gab Befehl, die Intensität der Angriffe auf die sich zurückziehenden Legionen noch zu verdoppeln. Jovian handelte, die totale Vernichtung der römischen Ostarmee aufgrund der Fehleinschätzungen Julians vor Augen, noch im Juli mit den Persern einen Friedensschluss aus. Um sich unbehelligt zurückziehen zu können, musste er gewaltige Territorien, fünf Provinzen jenseits des Tigris, den Persern überlassen, darunter Armenien. Auch die Städte Singara, Nisibis und Bezabde wurden aufgegeben und ihre Einwohner umgesiedelt.
Vor allem der Verlust des stark befestigten Nisibis, das erst sechzig Jahre zuvor unter Galerius von den Römern erobert worden war, stieß allgemein auf Kritik. Jovians Zeitgenosse Ammianus Marcellinus berichtet, dass die Bewohner der Stadt den Kaiser baten, auf eigene Faust gegen die Perser kämpfen zu dürfen, was dieser jedoch ablehnte. Die Christen, darunter der Kirchenlehrer Ephraem der Syrer, mussten Nisibis verlassen, das bis in die Zeit des Kaisers Maurikios, der die Stadt für das Oströmische Reich gewann, unter persischer Kontrolle blieb. Die Stadt diente später immer wieder als Ausgangspunkt persischer Offensiven.

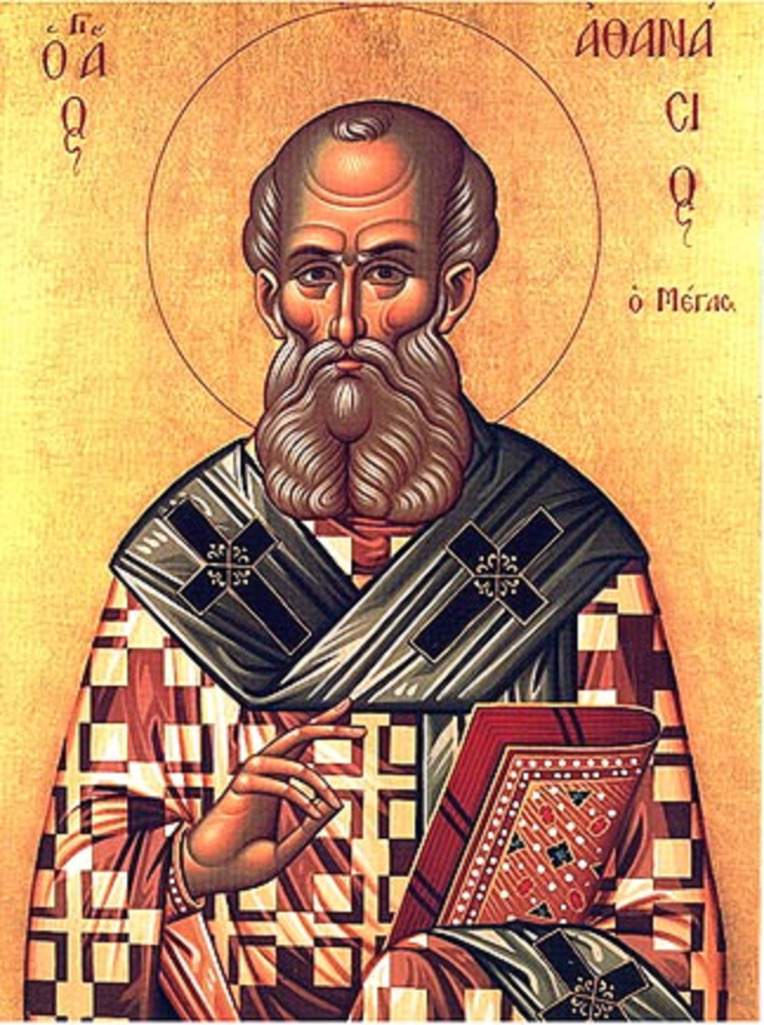
Der von Julian verbannte, von Jovian begnadigte Kirchenvater Athanasius

In Antiochia, dessen Einwohner sich scherzhaft dafür beglückwünschten, dass ihre Stadt nicht ebenfalls an die Perser abgetreten worden war, nahm Jovian erstmals seine innenpolitischen Geschäfte auf. Er widmete sich zunächst der staatlichen Unterstützung und Förderung des unter Julian bedrängten Christentums. Julians ein Jahr zuvor erlassenes Rhetorenedikt wurde zurückgenommen, die christlichen Lehrer durften wieder unterrichten. Da Jovian zugleich den Heiden Religionsfreiheit zuerkannte, gab es dagegen keinen Widerstand. Nur Zauberei und Wahrsagerei blieben weiterhin strafbar. Die Tempelgüter wurden allerdings eingezogen.
Im folgenden Winter zog Jovian weiter nach Westen. Unterwegs erhielt er die Nachricht, dass in Reims eine Gruppe hochrangiger Offiziere revoltiert hatte. Die gallischen Truppen unter Iovinus schlugen den Aufstand jedoch nieder und bekannten sich zu ihrem neuen Kaiser. In Ankyra setzte er sich zusammen mit seinem kleinen Sohn Varronian am 1. Januar 364 als Konsul ein.
Noch bevor der Tross Konstantinopel erreichte, starb Jovian, als er am 17. Februar 364 das Provinzdorf Dadastana erreicht hatte. Man fand ihn morgens tot im Bett, konnte jedoch keine Anzeichen für einen gewaltsamen Tod erkennen. Von den zahlreichen Theorien, die über seinen Tod aufgestellt wurden, erscheint die einer Kohlenstoffmonoxidvergiftung aufgrund eines defekten Abzuges am wahrscheinlichsten.
Jovian wurde im Kaisermausoleum in Konstantinopel bestattet. Valentinian I., ein bis dahin wenig bekannter Gardeoffizier, folgte ihm auf den Thron, und ernannte einige Wochen später seinen Bruder Valens zum Mitkaiser. Jovians Witwe Charito lebte noch zu Beginn der Regierungszeit Theodosius’ I., der junge Varronian wurde laut Johannes Chrysostomos teilgeblendet, um ihn als Thronkandidaten auszuschalten.

## Bewertung und Quellen
Jovians Friedensschluss mit den Persern wurde von seinen Zeitgenossen und auch in der Forschung oft kritisiert; in späteren Quellen wird der Frieden aber teils ausgewogener beurteilt (etwa Zonaras, Sozomenos, Augustinus von Hippo). Die militärische Notwendigkeit des Friedens wurde vor allem von mehreren Zeitgenossen bestritten. In der neueren Forschung wird jedoch darauf hingewiesen, dass Jovian gar keine andere Wahl gehabt habe, wenn er nicht den Untergang der römischen Armee riskieren wollte. Tatsache ist jedenfalls, dass dank des Vertrags die römischen Truppen sicher die Heimat erreichten und sich die Beziehungen zwischen den beiden Großmächten vorerst normalisierten. In diesem Sinne hatte sich Jovian pragmatisch verhalten und gerettet, was aus dem gescheiterten Persienfeldzug Julians zu retten war.
Insgesamt wird Jovian in der Überlieferung dennoch recht negativ beurteilt. Oft findet man den Spottnamen Winterkaiser (analog zum Winterkönig Friedrich von der Pfalz). Der römische Zeitzeuge Ammianus Marcellinus zeichnet ein sehr negatives Charakterbild Jovians und idealisiert Julian, was freilich auch von seiner Voreingenommenheit zeugt. Auch die Suda, eine byzantinische Enzyklopädie, rückt Jovian in ein sehr negatives Licht. Sein kleiner Sohn verschwindet sogar ganz aus der Überlieferung (möglicherweise wurde er getötet). Andererseits wird in der Forschung auch die Ansicht vertreten, Jovian habe eine neue Ausgleichspolitik betrieben, mit der Persien und Rom zu einer friedlichen Koexistenz zurückfanden.
Theodoret findet in seiner Kirchengeschichte (4, 5) lobende Worte für die nur achtmonatige Regierungszeit des Kaisers, der die Benachteiligung der Christen beendet und die verbannten Bischöfe wieder eingesetzt hatte. Dieses positive Bild erklärt sich aus dem Kontrast zur vorangegangenen Regierungszeit Julians, der die Kirche massiv unter Druck gesetzt hatte.